# Archippos
Archippos was een Grieks pythagoreïsch filosoof uit Samos die leefde in de 6e eeuw v.Chr.
Archippos maakte geruime tijd deel uit van de kring rond Pythagoras in het Zuid-Italiaanse Crotona. Na de dood van Pythagoras sloeg het klimaat er echter radicaal om en waren diens volgelingen niet meer welkom in de stad. Volgens bronnen werd het huis van Milon, de beroemde atleet uit Croton, waar de volgelingen van Pythagoras verzameld waren, in brand gestoken door een kwade menigte. Enkel Archippos, Lysis en een van Pythagoras' slaven zouden jong en sterk genoeg geweest zijn om aan de dood te ontsnappen. Uiteindelijk zou Archippos gevlucht zijn naar de democratische Polis Taras.